# Bouillé-Courdault
 Bouillé-Courdault  es una población y comuna francesa, en la región de Países del Loira, departamento de Vendée, en el distrito de Fontenay-le-Comte y cantón de Maillezais.

## Demografía
| 462 | 473 | 408 | 408 | 418 | 435 |
| Para los censos de 1962 a 1999 la población legal corresponde a la población sin duplicidades (Fuente: INSEE [Consultar]) |     |     |     |     |     |